# Светски дан мачака
Светски дан мачака, познат је и као Међународни дан мачака или скраћено Дан мачака. Слави се сваке године 8. августа како би се мачке довеле у центар пажње на овај дан.

## Иницијатива и позадина празника
Овај дан успостављен је 2002. године на иницијативу Међународног фонда за добробит животиња (The International Fund for Animal Welfare (IFAW)) са циљем да се подигне свест људи о потребама мачака. Широм света живи више од 500 милиона мачака.
На Међународни дан мачака, љубитељи мачака славе заједнички живот са домаћом мачком, која је популарна као кућни љубимац. Овај дан такође треба да послужи да подсети људе на одговорност везану за власништво мачака и да укаже на притужбе везано за власништво и његу мачака. На пример, треба подићи свест о питањима као што су заштита животиња и окрутни узгој.
Светски дан мачака се такође користи - углавном од стране организација за заштиту животиња или животне средине - да скрене пажњу на проблем угрожених дивљих и великих мачака.
Године 2020. покровитељство Међународног дана мачака прешло је на британску непрофитну организацију International Cat Care, која ради на побољшању здравља и добробити домаћих мачака широм света од 1958. године.

## Прослава Дана мачака
У неким земљама овај празник се слави другим данима:
- Дан мачака се обележава и 17. фебруара и то у већем делу Европе
- 1. марта у Русији. Мачке у Русији су један од симбола пролећа, а март се сматра „мачјим“ месецом. Овај празник организовали су Московски музеј мачака и редакција часописа и новина „Мачка и пас“ («Кот и пёс») 2004. године.
- У САД као Национални дан мачака[15] који се обележава 29. октобра.[16] У САДу, празник се обележава од 2005. године уз подршку Америчког друштва за превенцију окрутности према животињама.[17][18]
- У Јапану се Дан мачака обележава 22. фебруара. То је због чињенице да се на јапанском мјаукање мачке преводи као "ниан-ниан-ниан". „Ниан“ такође може значити „два“, а „два-два-два“ се може сматрати 22. фебруаром. Овог дана, Токио је домаћин Фестивала Дана мачака, где мачке освајају награде за најјединственије понашање. Празник се одржава од 1987. године, када га је први пут организовао извршни одбор Дана мачака заједно са организацијом за производњу хране на основу резултата анкете.[19]
- У Пољској се Дан мачака обележава 17. фебруара. Учесници празника се играју куглицама вуне и на врхунцу се сви затекну умотани у разнобојне нити.[20]
- У Италији се 17. новембар обележава као Дан црне мачке. У средњем веку, инквизиција је истребила црне мачке, пошто су их сматрали помоћницима ђавола.[21] Сада Италијани покушавају да им се искупе и подсете све да су мачке пријатељи људи и да нису ништа криве.